# Piia Korhonen
Piia Korhonen (* 12. Januar 1997 in Eura) ist eine finnische Volleyballspielerin, die auf der Position der Diagonalangreiferin spielt.

## Karriere

### Verein
Piia Korhonen begann mit dem Volleyballspielen in ihrer Heimatstadt Eura bei Euran Raiku. Ihre Profikarriere startete die Diagonalangreiferin 2013 bei LiigaEura, ehe sie 2014 zum finnischen Erstligisten HPK Naiset wechselte. Dort wurde sie bereits in ihrer ersten Saison (2014/15) Top-Scorerin ihres Teams im CEV-Pokal. In der Saison 2015/16 wurde Korhonen mit dem Team aus Hämeenlinna finnische Meisterin und erreichte das Finale des finnischen Pokals. Dies gelang auch in der Saison 2016/17. Mit 75 Punkten (5,36 Punkte/Satz) erreichte sie in dieser Saison zudem Platz 10 im Scorer-Ranking der Hauptrunde des CEV-Pokals.
Mitte Mai 2017 gab der deutsche Volleyballbundesligist Dresdner SC die Verpflichtung von Piia Korhonen bekannt. Sie unterzeichnete in Dresden einen Zwei-Jahres-Vertrag bis 2019. In ihrer ersten Saison erreichte Korhonen mit dem Dresdner Verein den Pokalsieg sowie den Einzug in das Playoff-Halbfinale. Die Folgesaison endete mit dem Ausscheiden im Pokal- und Bundesliga-Playoff-Achtelfinale endete eher enttäuschend. In der Saison 2019/20 gelang erneut der Pokalsieg mit dem Dresdner Verein, ehe die laufende Saison aufgrund der weltweiten COVID-19-Pandemie von der Deutschen Volleyball-Bundesliga am 12. März 2020, vor dem letzten Spieltag der Hauptrunde, für beendet erklärt wurde. Ende April gab der Dresdner SC bekannt, dass der auslaufende Vertrag mit Korhonen nicht verlängert wird. Sie wechselte daraufhin zum italienischen Zweitligisten Geovillage Hermaea Olbia.

### Nationalmannschaft
Piia Korhonen ist seit 2014 Teil der finnischen Nationalmannschaft. Mit dem Team nahm sie an der Qualifikation für die Volleyball-Europameisterschaft 2017 und machte dabei als Top-Scorerin der Hauptqualifikationsrunde auf sich aufmerksam. Die Qualifikation wurde letztendlich verpasst. Im Frühjahr 2017 wurde sie in den Kader für die Volleyball-Europaliga 2017 sowie die Sommer-Universiade 2017 (Weltsportspiele der Studenten) in Taipeh berufen.